# 78 км (зупинний пункт, Луганська дирекція Донецької залізниці)
78 км — пасажирська зупинна залізнична платформа Луганської дирекції Донецької залізниці.
Розташована в м. Луганськ, Кам'янобрідський район, Луганської області на лінії Іллєнко — Родакове між станціями Луганськ (1 км) та Луганськ-Північний (5 км).
Через військову агресію Росії на сході України транспортне сполучення припинене.